# Фелек, Джем
Джем Фелек (азерб. Cem Fələk; нем. Cem Felek; род. 12 мая 1996, Бухен, Баден-Вюртемберг) — азербайджанский, турецкий и немецкий футболист, центральный полузащитник и вингер.

## Биография

### Клубная карьера
Воспитанник нескольких немецких команд, самой известной из которых был «Айнтрахт» (Франкфурт). Также одно время права на игрока принадлежали азербайджанскому клубу «Хазар-Ленкорань», однако при этом он продолжал играть в Германии. За карьеру в детском футболе забил более 1000 голов. В юношеские годы его просматривали «Барселона» и «Галатасарай», однако переходы не состоялись.
В 2014 году перешёл в шотландский «Абердин», где не выходил на поле во взрослом футболе, и лишь один раз попал в заявку на матч основной команды.
В 2015—2017 годах числился в команде одного из низших дивизионов Турции «Фатих Карагюмрюк». При этом в августе 2015 года отдан в аренду в клуб высшего дивизиона «Антальяспор», но в чемпионатах выступал только за его резервный состав. В Кубке Турции в январе 2016 года сыграл два матча за основу «Антальяспора».
В январе 2017 года перешёл в финский клуб «РоПС». Дебютный матч в высшем дивизионе Финляндии сыграл 17 апреля 2017 года против ВПС, а всего за команду в чемпионате сыграл 11 матчей и ни разу не отличился. В Кубке Финляндии стал автором гола в матче против ОПС (9:0) 11 февраля 2017 года.
Весной 2018 года выступал в Германии, в Оберлиге Гессена за «ТШФ Штайнбах».
Летом 2018 года перешёл в эстонскую «Левадию». Дебютный матч в чемпионате Эстонии сыграл 28 июля 2018 года против «Нымме Калью», а первый гол забил 25 августа в ворота «Курессааре». Всего за половину сезона забил 4 гола в 14 матчах и стал серебряным призёром чемпионата.
3 декабря 2018 года вернулся в Финляндию, где подписал контракт с клубом КуПС.
В июле 2022 года вернулся в Эстонию, где он присоединился к команде «Нарва-Транс».

### Карьера в сборной
30 ноября 2010 года сыграл свой единственный матч за сборную Турции до 15 лет против сверстников из Нидерландов. В 2012 году принял решение представлять Азербайджан, играл за сборные до 17 и до 19 лет.